# Convoy de la victoria
 (février 2025).
 (février 2025).
Le contenu est difficilement compréhensible vu les erreurs de traduction, qui sont peut-être dues à l'utilisation d'un logiciel de traduction automatique.
Guerre d'Espagne
Le Convoy de la Victoria (Convoi de la Victoire) a été un affrontement aéronaval dans les eaux du détroit de Gibraltar qui a eu lieu le 5 août 1936 entre les Nationalistes et les Républicains au début de la guerre civile espagnole.
L'objectif des forces nationalistes était de casser le blocus du Détroit pour acheminer des troupes et matériel depuis le nord de l'Afrique vers l'Espagne péninsulaire. Les troupes nationalistes parviennent à briser le blocus. Mais la marine républicaine reprend rapidement le contrôle du détroit
Les nationalistes contournèrent alors le blocus en organisant un véritable pont aérien grâce à l'arrivée dans le protectorat espagnol du Maroc des vingt premiers avions de transport allemands Junkers 52 envoyés par Hitler. Ce pont aérien entre le Maroc et la Péninsule permit le transport de plus de 13 000 légionnaires et réguliers de l'Armée d'Afrique entre août et octobre 1936.